# کارن مارکوسیان
کارن مارکوسیان (ارمنی: Կարեն Մարկոսյան؛ زادهٔ ۲۳ اکتبر ۱۹۶۸ در ) بازیکن فوتبال در پست هافبک اهل ارمنستان است.

## باشگاهی
از باشگاه‌هایی که در آن بازی کرده‌است می‌توان به باشگاه فوتبال آرارات ایروان، باشگاه فوتبال کوتایک، باشگاه فوتبال زاکسن لایپزیگ، باشگاه فوتبال کپه‌داغ عشق‌آباد و  باشگاه فوتبال زوارتنوتس-ای‌ای‌ال اشاره کرد.

## تیم ملی
وی همچنین در تیم ملی فوتبال ارمنستان بازی کرده‌است.